# 比花知春
比花 知春（ひが ちはる、1982年（昭和57年）7月12日 - ）は、日本の実業家、元歌手。沖縄県宜野湾市出身。血液型はO型。既婚。
結婚前の本名は比嘉 千春（読み同じ）。弟はファッションモデルのryuchell。3歳年上の一般人の姉もおり、同じ誕生日である。

## 経歴
- 11歳から15歳まで沖縄アクターズスクールで歌とダンスを学び、SPEEDの前身ユニット・BRAND-NEW KIDS、B.B.WAVESに所属していた[4]。17歳の時にギターを弾き始め20歳頃に作詞・作曲を始める。地元である沖縄を中心に活動。
- 音楽活動以外にラジオパーソナリティの他、雑誌やCM等でも活躍（ライジング沖縄所属）。
- 2002年3月、DREAME MACHINE（ワーナーミュージック・ジャパン）より「君を忘れない」でデビュー[5]。
- 2002年、沖縄復帰30周年「沖縄観光協力PRメッセンジャー」に任命される。
- 2009年春、活動拠点を福岡に移した事を機に芸名「CHIHARU」を「比花知春」に変更。
- 2011年、住友林業のCM「大切な人」編にて、3代目シンガーとして「Forest Of My Heart」を歌う[6]。
- 2012年6月にユニバーサルミュージックよりアルバム「Contrst」をメジャーリリース[7]。
- 2019年7月18日、公式ブログで芸能界引退を報告した[8][9]。芸能界引退後は、公式ブログ（外部リンク）などで、本名である比嘉千春を名乗っている[2][10]。
- 2023年現在、福岡市内でオーダースーツ店を経営し、副代表を務めている[2][11][10][12]。

## 家族・親族
5人きょうだいの2番目の次女で、姉・長弟・妹・末弟（ryuchell）がおり、両親は離婚している。
祖父がスペイン系アメリカ人。戦時中に日本に来たアメリカ兵であり、戦後沖縄で比嘉の祖母と出会い、比嘉の父が生まれた。祖父は離婚してアメリカに帰ったが、祖母は「戦争は人を変えてしまう。皆が皆悪い人じゃないし、皆が皆いい人でもない」といってアメリカ兵や祖父を悪く言うことはなかった。祖母は10代の頃に集団自決しようとする一団から1人だけ逃げて生き残った経験を持つ。
2024年12月29日午前6時過ぎに母が病気発覚から半年間の闘病の末、71歳で死去したことを同月31日に比嘉のブログや、妹のInstagramによって明かされた。

## 音楽作品

### シングル
| タイトル                                       | 発売日        | 規格 | 規格品番   |
| ---------------------------------------------- | ------------- | ---- | ---------- |
| 君を忘れない / 小さな幸せ                      | 2002年3月13日 | CD   | HDCA-10092 |
| 青い空の下でずっと                             | 2014年9月9日  | CD   | CHKI-0001  |
| Good                                           | 2016年8月1日  | CD   | CHGO-0003  |
| Luck                                           | 2016年8月1日  | CD   | CHGO-0004  |
| 光/ガムシャライド Step by Step～手の鳴る方へ～ | 2017年3月13日 | CD   | CHGO-0005  |

### ミニアルバム
| タイトル                             | 発売日         | 規格 | 規格品番   |
| ------------------------------------ | -------------- | ---- | ---------- |
| 花～大切な場所～ / PEACE IN A BOTTLE | 2002年11月27日 | CD   | DZCA-1006  |
| NEXT ONE                             | 2009年3月19日  | CD   |            |
| Contrast                             | 2012年6月27日  | CD   | POCE-14402 |
| Painting Love                        | 2015年7月1日   | CD   | CHKI-0002  |

### 参加作品
| タイトル      | アーティスト | 発売日        | 規格 | 規格品番  | 備考                               |
| ------------- | ------------ | ------------- | ---- | --------- | ---------------------------------- |
| 南の島の2人組 | 5th Elements | 2019年5月18日 | CD   | ARYU-0518 | ずっと忘れないよ (feat. 比花 知春) |

### オムニバス
- Heartful Day Compilation Album Vol.1（2007年11月28日 HDCD-0001） - オムニバス1曲提供

## 出演作品

### TV
- JCOM福岡「F・ヴぉいす」（2010年6月 - ） - 司会アシスタントレギュラー
- キレ★カワ女子部（2012年10月 - 、TVQ） - レギュラー出演。エンディング曲担当
- Japan In Motion（TSS）
- サンデーウォッチ (RKB)

### ラジオ
- CHIHARUのハイサイ・アイランド（2002年4月 - 2003年3月、ニッポン放送・ラジオ沖縄）
- CHIHARUのぽかぽか気分でFUN FUN FUN」（2003年8月 - 2009年3月、FM沖縄）
- ベロQ（ベロキュー）（2010年4月 - KBCラジオ） - パーソナリティ（火曜レギュラー）

### CM
- 「日本ブライダルセンターNBC」出演、楽曲提供
- 「スポーツパレスジスタス」出演、楽曲提供
- 「ブルーシールレストランOn Dish」出演
- 「住友林業　大切な人編」3代目シンガー
- 「ホンダカーズ」楽曲提供
- 「大晋建設 創業65周年～SMILE INNOVATION～」出演、楽曲提供
- 「大晋建設 オーガニックハウス～La La Life～」出演、楽曲提供
- 「唐津うまかもん市場テーマソング」
- 「JALグループ奄美・琉球世界自然遺産登録テーマソング」楽曲提供
- 「那覇メインプレイスかりゆしウェアテーマソング」

### その他
- 映画「ある夜のできごと」主題歌（2010年）[16]

### タイアップ
| 曲名                | タイアップ                                               |
| ------------------- | -------------------------------------------------------- |
| 君を忘れない        | ニッポン放送の「ソルトレークシティ五輪」イメージソング   |
| 君を忘れない        | ゲームDVDソフトフォトブック「Teacaps」エンディングテーマ |
| 君を忘れない        | NHK沖縄「太陽カンカン610」2002年4月度エンディングテーマ  |
| 小さな幸せ          | 「au」沖縄セルラー電話TVCMソング                         |
| 小さな幸せ          | テレビ東京系「ゲームWAVE」エンディングテーマ             |
| 花〜大切な場所〜    | 沖縄ポッカ「TeaDa」CMソング                              |
| PEACE IN A BOTTLE   | 日本国連環境計画推薦曲                                   |
| OUR DAYS            | 映画「ある夜のできごと」                                 |
| ペインティングSmile | 大晋建設 創業65周年～SMILE INNOVATION～CMソング          |
| La La Life          | オーガニックハウスCMソング                               |